# Ross Hunter
Ross Hunter, född Martin Terry Fuss 6 maj 1920 i Cleveland, Ohio, död 10 mars 1996 i Los Angeles, Kalifornien, var en amerikansk filmproducent. Han kom på idén till filmen Thoroughly Modern Millie (1967) och han hade en roll i filmen The Bandit of Sherwood Forest (1946).

## Filmografi
- Magnificent Obsession (1954)
- Captain Lightfoot (1955)
- Tammy (1957)
- The Restless Years (1958)
- This Happy Feeling (1958)
- Imitation of Life (1959)
- Pillow Talk (1959)
- Midnight Lace (1960)
- The Thrill of It All (1963)
- The Chalk Garden (1964)
- Madame X (1965)
- The Art of Love (1965)
- Thoroughly Modern Millie (1967)
- Airport (1970)
- Lost Horizon (1972)